# Год экологии в России
Год эколо́гии в Росси́йской Федера́ции — 5 января 2016 года Президент России Владимир Путин подписал указ, в соответствии с которым 2017 год в России объявлен годом экологии. Цель этого решения — привлечь внимание к проблемным вопросам, существующим в экологической сфере, и улучшить состояние экологической безопасности страны.
Главным достижением Года экологии по мнению экологов, общественных деятелей, представителей природоохранных ведомств стало привлечение внимания правительства, бизнеса и граждан к проблемам защиты окружающей среды. Самыми удачными проектами были признаны: ликвидация накопленного ущерба в Арктике, меры по защите Байкала и сохранению редких видов животных на Дальнем Востоке. Больше всего нареканий вызвали решение о строительстве мусоросжигательных заводов и несвоевременное принятие важных законов.

## Главные задачи, которые предстояло решить в 2017 году
1. Улучшение общих экологических показателей России
2. Обеспечение экологической безопасности Российской Федерации
3. Привлечение граждан к сохранению природных богатств страны
4. Развитие экологической ответственности всех слоёв общества

## Направления деятельности
Основные мероприятия Года экологии можно разделить на восемь блоков:
- переход на наилучшие доступные технологии;
- совершенствование управления отходами;
- охрана водных ресурсов;
- охрана и восстановление лесных ресурсов;
- развитие особо охраняемых природных территорий и охрана животного мира;
- экологическое просвещение;
- байкальская природная территория;
- Арктика и климат.

## Основные результаты

### Подведение итогов
Итоги Года экологии были подведены 12-14 декабря 2017 года V Всероссийским съездом по охране окружающей среды, проходившим в Москве одновременно с Международной выставкой-форумом «ЭКОТЕХ». По заявлениям специального представителя Президента РФ по вопросам природоохранной деятельности, экологии и транспорта С. Б. Иванова и руководителя Минприроды РФ С. Е. Донского благодаря проведенным мероприятиям, в которых приняли участие более 20 миллионов человек, «удалось привлечь внимание общества к проблемам охраны окружающей среды».

### Результаты
В мероприятиях, организованных в год экологии, приняло участие около 30 млн человек. Активность граждан заключалась в оставлении интерактивных сообщений на онлайн-картах, на которых можно было указать на проблемные участки, и обсуждении актуальных вопросов на форумах. Были проведены общественные слушания и экспертизы.
Были внесены изменения в ряд федеральных законов. Было изменено правовое регулирование управлением лесопарковым поясом. Была изменена процедура благоустройства территорий. Изменены полномочия органов местного самоуправления в сфере охраны природы и использования природных ресурсов. Уточнены некоторые вопросы лесопользования и водопользования. Введены поправки в Уголовный кодекс Российской федерации в статьи касающиеся правонарушений в области природопользования.
В 2017 году в стране было проведено более 33 тысяч мероприятий, в которых участвовали около 22 млн участников. Состоялись всероссийские и региональные конференции и совещания по обсуждению наиболее актуальных вопросов в сфере развития экологии. Были организованы экологические конкурсы среди школьников, фестивали и слёты, фотовыставки и волонтерские акции.
Одним из главных достижений Года экологии стало начало «перехода на новую современную систему обращения и утилизации мусора». Проект «Чистая страна» стал частью государственной программы «Охрана окружающей среды». Начались работы по рекультивации первых мусорных полигонов. Принято решение о строительстве современных мусоросжигательных заводов. Заключены десятки соглашений с различными предприятиями об использовании наилучших доступных технологий. По оценкам специалистов выбросы загрязняющих веществ сократились на 284 тысяч тонн.
В августе 2017 года был утверждён проект «Сохранение и предотвращение загрязнения реки Волги», продлена программа работ по устранению экологического ущерба от деятельности Байкальского целлюлозно-бумажного комбината (ЦБК). Запланированы модернизация и строительство новых очистных сооружений на предприятиях в 17 регионах РФ и мероприятия по охране Телецкого озера.
На мероприятия по борьбе с пандемией сибирского шелкопряда было выделено в общей сложности почти 13,5 млрд рублей, что позволило предотвратить гибель хвойных, в том числе кедровых, сибирских лесов на площади более 1,4 млн гектаров. При этом площадь восстановленных лесов в 2017 году впервые превысила площадь их вырубки.
В 2017 году продолжалось выполнение программы реинтродукции в естественную среду таких редких видов, как европейский зубр, переднеазиатский леопард и лошадь Пржевальского. Запланировано издание нового тома Красной книги России «Животные».
В качестве одного из приоритетных направлений сохранения биологического разнообразия был принят проект развития экотуризма «Дикая природа России: сохранить и увидеть».
Подготовлены поправки к нормативным актам об отходах, о порядке государственной экологической экспертизы, об охране атмосферы, об экологической информации и о животных.

## Критика
27 декабря 2016 года с критическим заявлением по поводу проведения Года экологии выступили А. В. Яблоков и Г. А. Явлинский. Несмотря на заявленные благородные цели проекта, они призвали отказаться от множества намеченных рекламных акций и вместо разговоров об экологии предложили своё видение путей решения накопленных экологических проблем.
Некоторые итоги Года экологии подтвердили справедливость их скептического отношения к результативности разработанного Министерством природных ресурсов и экологии РФ плана мероприятий на фоне очевидного пренебрежения со стороны властных государственных структур и правоохранительных органов действующими природоохранными нормативными документами.
Руководитель экологического центра «Дронт», член совета Международного социально-экологического союза Асхат Каюмов: "Мы были уверены, что в 2017 году государство позовёт общественность участвовать в проводимых мероприятиях. Мы видим, что не нужны, не интересны государству люди, которые занимаются практической природоохранной деятельностью. Ситуация между тем ухудшается, в том числе потому, что в госструктурах в чести не экологи и даже не «эффективные менеджеры» — востребованы «имитационные менеджеры». Член-корреспондент РАН Виктор Данилов-Данильян отметил кризис на всех уровнях государственной природоохранной деятельности: «Любая экологическая проблема, любая неудача в какой-то степени связана с одной серьёзной проблемой. Сегодня в органах государственной власти практически нет специалистов-экологов по призванию, по мироощущению. Такие специалисты есть в общественных движениях России, и они могли бы эффективно работать в законодательной и исполнительной ветвях власти. Однако их туда не пускают. Они там не нужны».